# Недоимки

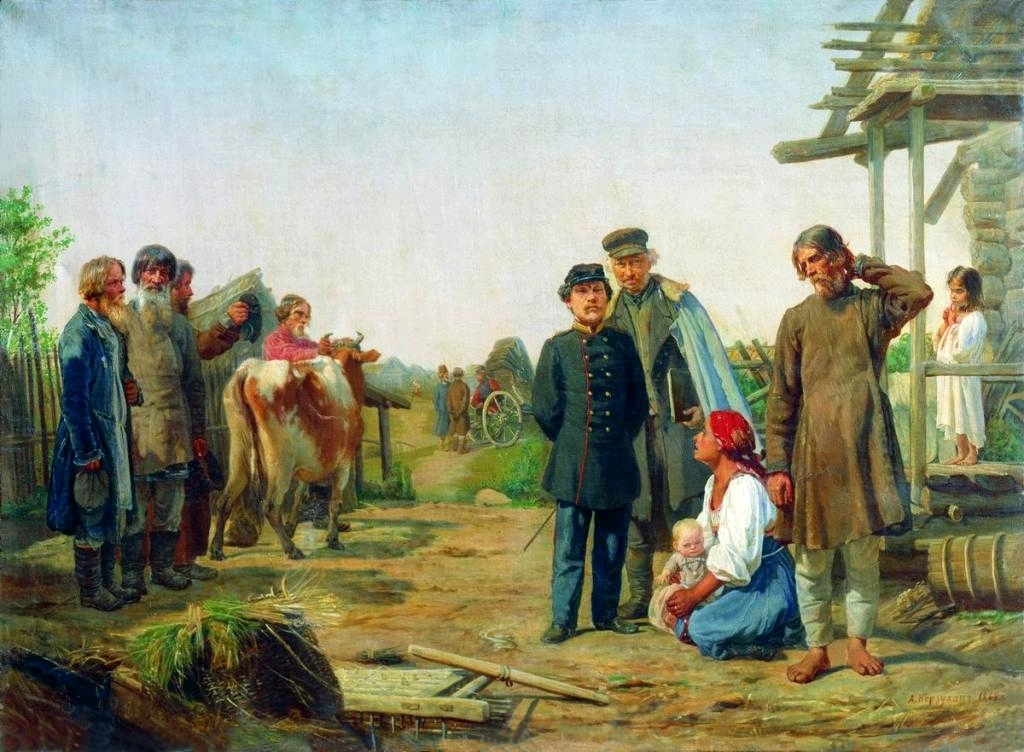
А. Корзухин. Сбор недоимок. 1868

Недои́мки (также недои́мка) — не уплаченная или недовнесённая плательщиком в установленный законодательством срок часть обязательного платежа, налога или других государственных, общественных и др. сборов и подлежащая обязательному взысканию. Термин существует примерно со времён великого княжества Московского. В царской России после крестьянской реформы 1861 года основная масса недоимки состояла из непомерных по своей величине платежей крестьянского населения по выкупу своих земельных наделов и по погашению выкупной ссуды. 
Понятие же «задолженность» шире и включает в себя не только недоимку, но также пени за просрочку налоговых платежей и штрафы за нарушение налогового законодательства.

## В РФ
В современном языке недоимкой называется не уплаченная вовремя сумма налога или сбора (статья 11 Налогового кодекса РФ).
Налоговый кодекс РФ предусматривает принудительное взыскание недоимки после истечения срока исполнения требования.

## В Российской империи

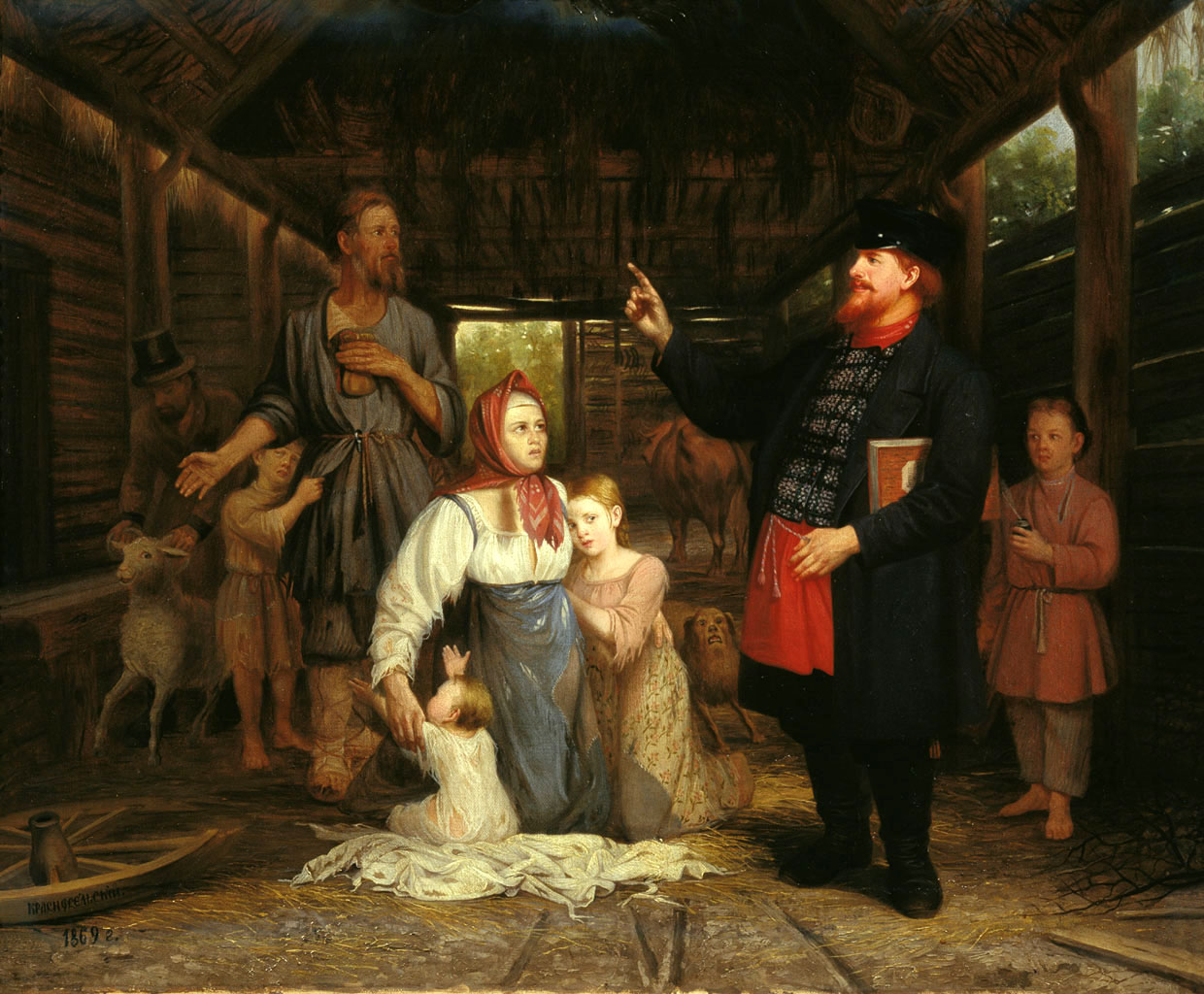
А. Красносельский. Сбор недоимок. 1869

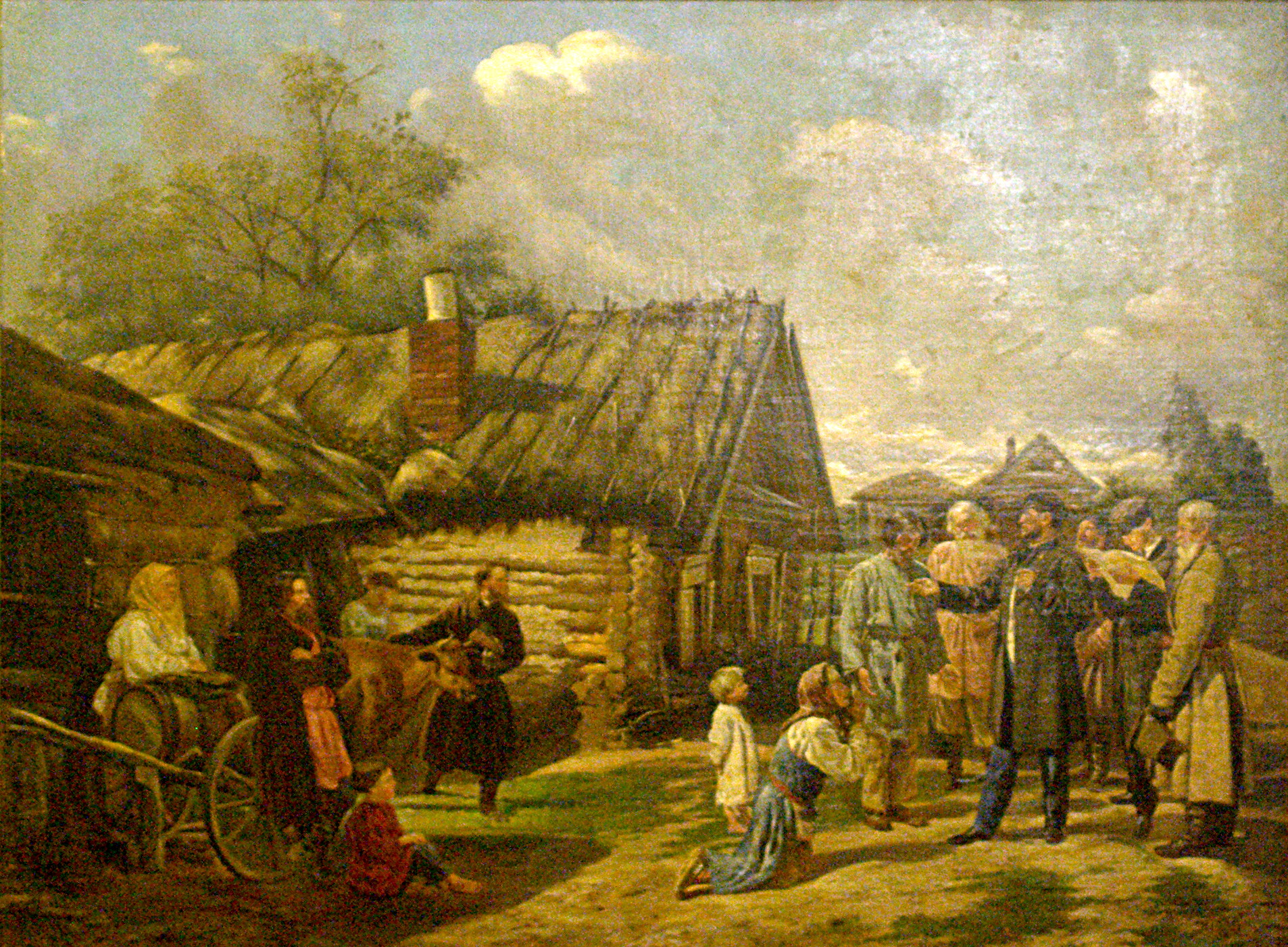
В. Пукирев. Сбор недоимок. 1870

### Накопление недоимок
Всего на 1 января 1896 года недоимок числилось по окладным сборам 115 152 476 рублей и сверх того отсроченных платежей — 2 175 437 рублей. Вся масса недоимок падала почти исключительно на крестьянское сословие, главным образом на выкупные платежи крестьян.
Причины чрезмерного накопления недоимок заключались, прежде всего, в несоответствии окладов с доходностью крестьянского надела и в усиленном применении мер взыскания (продажа скота и прочего инвентаря), ослабляющем платежную силу населения; некоторое влияние на накопление недоимок имели также запутанность волостного счетоводства и несвоевременность требования платежей. 
Накопление недоимок объяснялось также природными бедствиями: большинство крестьян с трудом справлялись с обязательными взносами даже при благоприятных условиях, в случае же неурожая оказывались совершенно несостоятельными ко взносу податей. Вследствие этих причин недоимки росли из года в год.

### Уплата недоимок

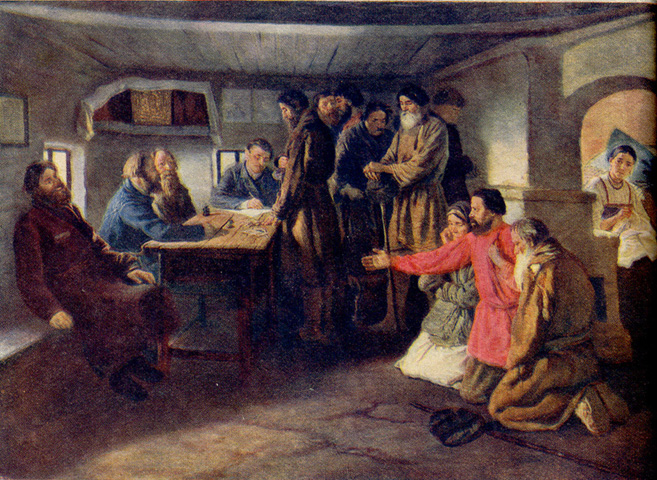
К. Трутовский. Сбор недоимок на селе. 1886

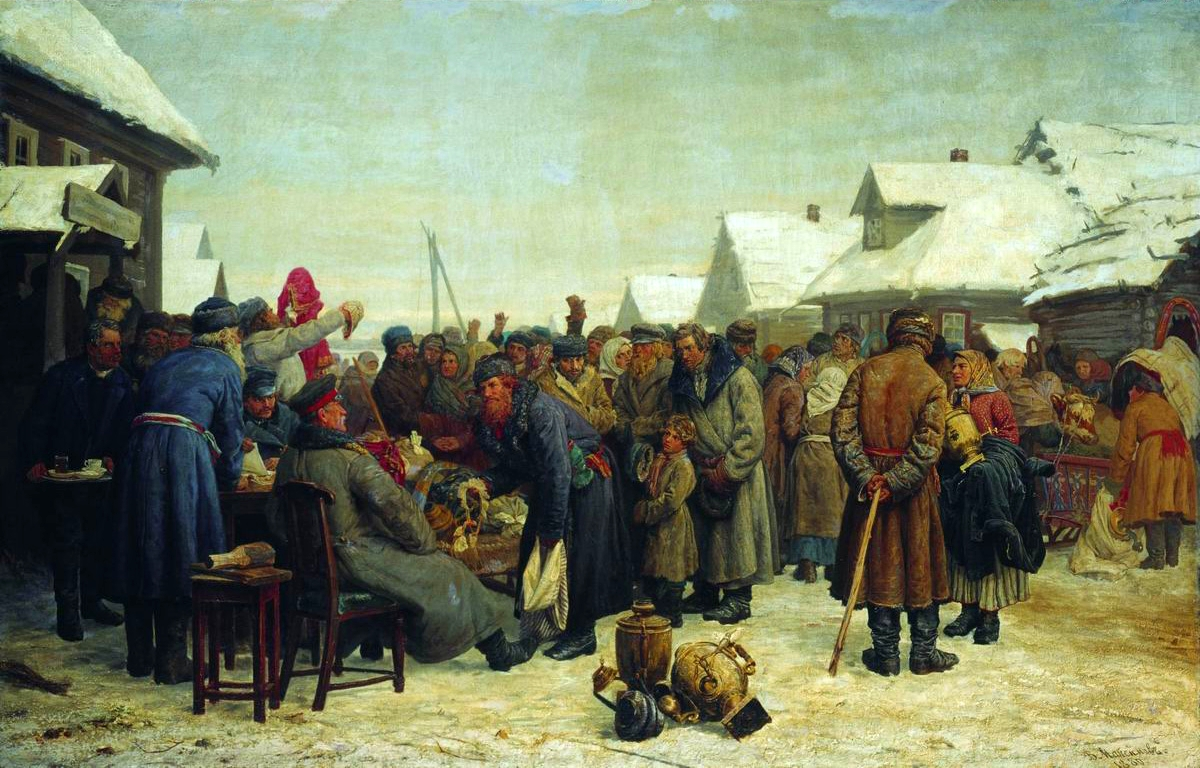
Максимов В. М. Аукцион за недоимки. 1880-1881

До 1889 года плательщики обязаны были вносить недоимки в ближайший за недоимочным год, вместе с новым полным окладом. Законом 3 (15) апреля 1889 года  предоставлено министру финансов, по соглашению с министром внутренних дел, разрешать отсрочку и рассрочку недоимок окладных сборов без ограничения суммы, с тем, чтобы продолжительность отсрочки не превышала 5 лет, общая же продолжительность той и другой льготы — 10 лет. Льготы эти оказались недостаточными, и законом 7 (19) февраля 1894 года  тем же министрам, по ходатайствам губернских присутствий или губернских (областных) по крестьянским делам присутствий, предоставлено разрешать отсрочку и рассрочку недоимок выкупных платежей, числящихся за сельскими обывателями, без ограничения суммы и продолжительности льготы. Ежегодные взносы на погашение недоимок не должны были превышать годичного оклада платежей по данному обществу. Недоимки, отсроченные на время, следующее после окончания выкупной операции, погашались путём продления срочных платежей в прежнем размере, пока ежегодными взносами не была покрыта вся недоимка.
Манифестом от 14 (26) мая 1896 года  были отменены все накопившиеся к 1 января этого года недоимки 
- в губерниях Европейской России — государственного поземельного налога
- в губерниях Царства Польского — поземельного налога, поземельного сбора на содержание гминных судов и подымной подати крестьянской, посадской и дворской
- по отмененным в Европейской России подушной и оброчной податям и лесному налогу.

Недоимки, вместе с пенями, были отменены для переселенцев, водворённых на казенной земле. Также была отменена часть недоимок по подушной и оброчной податям в Сибири, с инородцев, с населения казённых горных заводов и прочих категорий населения.